# Columna Connolly
La Columna Connolly va ser una petita unitat de voluntaris irlandesos integrats en el batalló Lincoln i que va formar part de la XV Brigada Internacional en suport de la República durant la Guerra Civil espanyola. La denominació escollida ho va ser en honor del líder socialista irlandès James Connolly, executat el 1916 per la seva participació en l'Aixecament de Pasqua.
A l'inici del conflicte, el republicà esquerrà irlandès Peadar O'Donnell es trobava a Barcelona per a l'obertura de les Olimpíades Populars. L'esclat de la guerra el va impulsar a mobilitzar unitats de voluntaris en suport del Front Popular entre els membres de l'Exèrcit Republicà Irlandès (IRA) i altres activistes nacionalistes. Va ser també una reacció enfront de la creació de la Brigada Irlandesa, d'orientació feixista, que va agrupar a voluntaris que van combatre a favor del bàndol nacional també en la guerra espanyola.
Els primers integrants de la Columna van arribar a Espanya el desembre de 1936 amb Frank Ryan liderant el grup i es van instal·lar a Albacete, punt de concentració de tots els brigadistes. El conflicte amb Gran Bretanya que mantenien els irlandesos va impedir que s'integressin en el Batalló Britànic, quedant enquadrats en el batalló nord-americà Lincoln.
El nombre exacte de membres de la Columna al llarg de la seva estada a Espanya no ha estat fixat, però la majoria dels historiadors coincideixen a afirmar que estaria pròxim a uns 150 homes. Van participar en diferents batalles, com la de Madrid, la del Jarama (on van sofrir importants baixes) i la de l'Ebre. El líder del grup, Ryan, va ser ferit i, després de recuperar-se en el seu país, va tornar participant en el front d'Aragó, però fou capturat i dut al camp de presoners de Miranda de Ebro, on va ser sentenciat a mort. Tanmateix, la intervenció del president d'Irlanda, Eamon de Valera, va permetre que li fos commutada la pena capital per la de trenta anys de presó.
El setembre de 1938 els supervivents de la columna van tornar a Irlanda.